# بونفيرادا

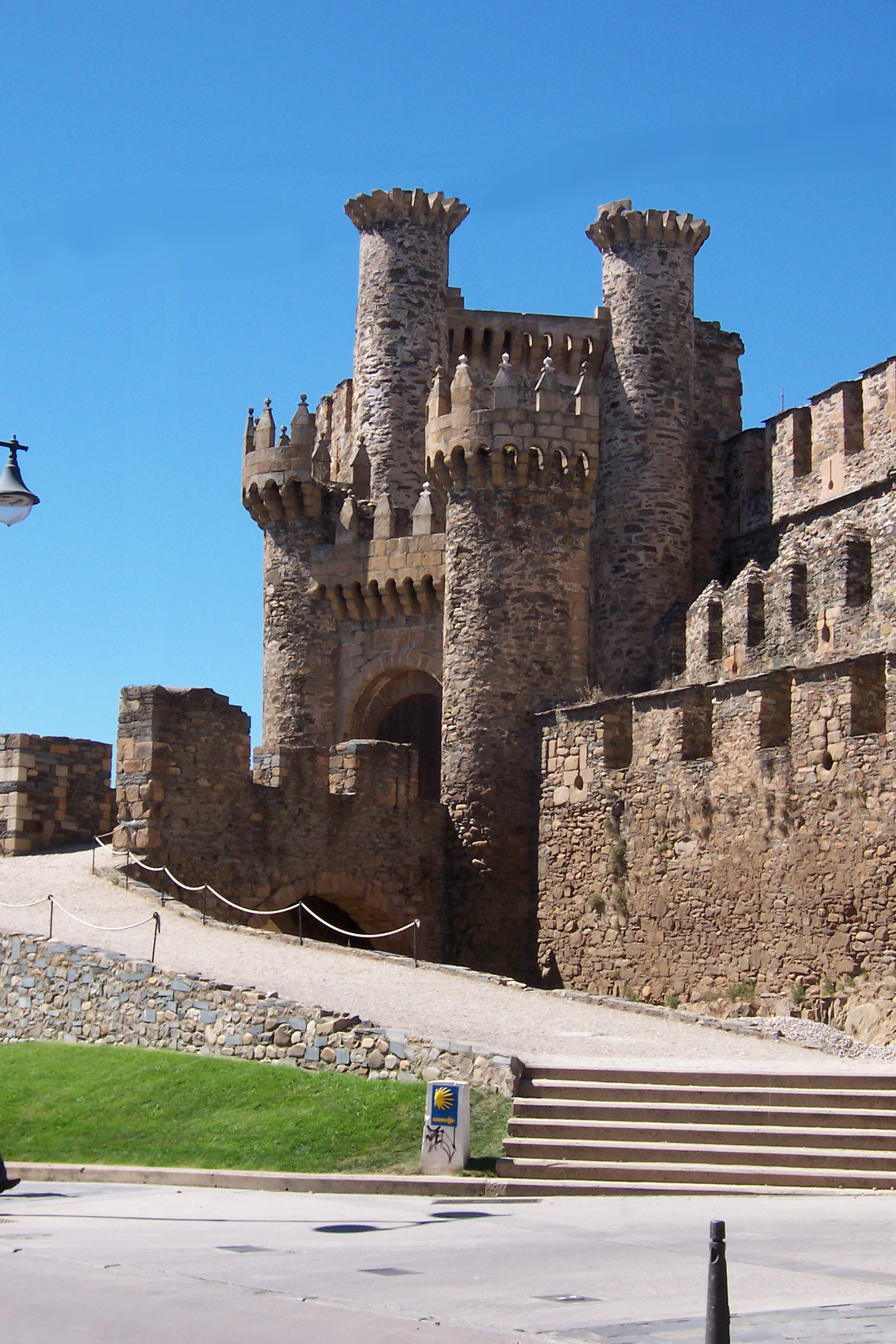

بونفيرادا (بالإسبانية: Ponferrada)‏ هي مدينة في مقاطعة ليون، منطقة قـشتالة وليون، إسبانيا. وتقع على ضفاف نهر سيل وتحيط بها الجبال تماماً. في عام 2008، كان عدد سكانها 69,769.

## المناخ
يظهر الجدول التالي التغييرات المناخية على مدار السنة لبونفيرادا:
| البيانات المناخية لـبونفيرادا           | البيانات المناخية لـبونفيرادا | البيانات المناخية لـبونفيرادا | البيانات المناخية لـبونفيرادا | البيانات المناخية لـبونفيرادا | البيانات المناخية لـبونفيرادا | البيانات المناخية لـبونفيرادا | البيانات المناخية لـبونفيرادا | البيانات المناخية لـبونفيرادا | البيانات المناخية لـبونفيرادا | البيانات المناخية لـبونفيرادا | البيانات المناخية لـبونفيرادا | البيانات المناخية لـبونفيرادا | البيانات المناخية لـبونفيرادا |
| الشهر                                   | يناير                         | فبراير                        | مارس                          | أبريل                         | مايو                          | يونيو                         | يوليو                         | أغسطس                         | سبتمبر                        | أكتوبر                        | نوفمبر                        | ديسمبر                        | المعدل السنوي                 |
| --------------------------------------- | ----------------------------- | ----------------------------- | ----------------------------- | ----------------------------- | ----------------------------- | ----------------------------- | ----------------------------- | ----------------------------- | ----------------------------- | ----------------------------- | ----------------------------- | ----------------------------- | ----------------------------- |
| الدرجة القصوى °م (°ف)                   | 19.8 (67.6)                   | 25.4 (77.7)                   | 27.2 (81.0)                   | 31.6 (88.9)                   | 34.4 (93.9)                   | 39.2 (102.6)                  | 40.4 (104.7)                  | 39.6 (103.3)                  | 38.7 (101.7)                  | 32.9 (91.2)                   | 24.0 (75.2)                   | 21.4 (70.5)                   | 40.4 (104.7)                  |
| متوسط درجة الحرارة الكبرى °م (°ف)       | 8.7 (47.7)                    | 11.9 (53.4)                   | 15.9 (60.6)                   | 17.6 (63.7)                   | 21.2 (70.2)                   | 26.4 (79.5)                   | 29.4 (84.9)                   | 29.0 (84.2)                   | 24.9 (76.8)                   | 18.5 (65.3)                   | 12.5 (54.5)                   | 8.8 (47.8)                    | 18.7 (65.7)                   |
| المتوسط اليومي °م (°ف)                  | 4.9 (40.8)                    | 6.9 (44.4)                    | 10.0 (50.0)                   | 11.6 (52.9)                   | 14.9 (58.8)                   | 19.3 (66.7)                   | 21.8 (71.2)                   | 21.4 (70.5)                   | 18.2 (64.8)                   | 13.4 (56.1)                   | 8.5 (47.3)                    | 5.4 (41.7)                    | 13.0 (55.4)                   |
| متوسط درجة الحرارة الصغرى °م (°ف)       | 1.1 (34.0)                    | 1.8 (35.2)                    | 4.0 (39.2)                    | 5.7 (42.3)                    | 8.7 (47.7)                    | 12.3 (54.1)                   | 14.2 (57.6)                   | 13.8 (56.8)                   | 11.5 (52.7)                   | 8.3 (46.9)                    | 4.4 (39.9)                    | 2.0 (35.6)                    | 7.3 (45.1)                    |
| أدنى درجة حرارة °م (°ف)                 | −10.4 (13.3)                  | −8.6 (16.5)                   | −8.2 (17.2)                   | −2.4 (27.7)                   | −1.0 (30.2)                   | 4.0 (39.2)                    | 4.6 (40.3)                    | 5.5 (41.9)                    | 1.6 (34.9)                    | −1.5 (29.3)                   | −6.8 (19.8)                   | −9.6 (14.7)                   | −10.4 (13.3)                  |
| الهطول مم (إنش)                         | 67.0 (2.64)                   | 53.8 (2.12)                   | 45.7 (1.80)                   | 49.8 (1.96)                   | 53.8 (2.12)                   | 31.9 (1.26)                   | 22.9 (0.90)                   | 25.4 (1.00)                   | 48.9 (1.93)                   | 81.4 (3.20)                   | 82.2 (3.24)                   | 89.3 (3.52)                   | 652.0 (25.67)                 |
| متوسط أيام هطول الأمطار (≥ 1 mm)        | 8.8                           | 7.5                           | 7.7                           | 9.1                           | 9.6                           | 5.0                           | 3.4                           | 3.7                           | 5.9                           | 10.1                          | 9.7                           | 10.5                          | 91.1                          |
| متوسط الأيام المثلجة                    | 1.6                           | 1.2                           | 0.4                           | 0.3                           | 0                             | 0                             | 0                             | 0                             | 0                             | 0                             | 0.2                           | 1.0                           | 4.6                           |
| متوسط الرطوبة النسبية (%)               | 82                            | 73                            | 65                            | 64                            | 63                            | 59                            | 57                            | 57                            | 63                            | 74                            | 81                            | 84                            | 69                            |
| ساعات سطوع الشمس الشهرية                | 85                            | 102                           | 156                           | 187                           | 196                           | 268                           | 307                           | 287                           | 217                           | 156                           | 109                           | 63                            | 2٬113                         |
| المصدر: Agencia Estatal de Meteorología |                               |                               |                               |                               |                               |                               |                               |                               |                               |                               |                               |                               |                               |

## توأمة
لبونفيرادا اتفاقيات توأمة مع:
- باتشوكا

## أعلام
- بابلو فالكارسي
- مانويل ألير
- مانويل بينيا
- بورخا فايي
- توماس هيرفاس
- سيرجيو غالاردو
- أدولفو غارسيا